# إنداتوكسيماب رافتانسين
إنداتوكسيماب رافتانسين هو جسم مضاد وحيد النسيلة محفز للمناعة ومضاد للأورام.